# Clytus monticola
Clytus monticola là một loài bọ cánh cứng trong họ Cerambycidae.